# Zentraläthiopien
Zentraläthiopien (amharisch የማዕከላዊ ኢትዮጵያ ክልላዊ መንግስት yä-Maʿǝkälawi Ityop̣p̣ǝya Kǝllǝlawi Mängǝst) ist eine Region im Zentrum Äthiopiens. Sie wurde am 19. August 2023 mit der Abspaltung der Region Südäthiopien aus den Resten der Region der südlichen Nationen, Nationalitäten und Völker (SNNPR) gebildet. Die Stadt Hosaena ist das politische und administrative Zentrum der Region.

## Geschichte
Das Gebiet von Zentraläthiopien gehörte zur historischen Provinz Shewa und war von 1995 bis 2023 Teil der Region der südlichen Nationen, Nationalitäten und Völker (SNNPR). Die SNNPR wurde 2020 durch die Abspaltung der Region Sidama verkleinert. Ein Jahr später wurde auch noch die Region der südwestäthiopischen Völker abgespalten. Nach einem Referendum am 6. Februar 2023, bei dem sich über 95 % der Abstimmenden für die Schaffung der neuen Region Südäthiopien im Süden der geschrumpften SNNPR aussprachen, wurde die SNNPR im August 2023 aufgeteilt. Der Südteil wurde zur Region Südäthiopien und der Nordteil zur Region Zentraläthiopien.

## Bevölkerung
Die größten ethnischen Gruppen in der Region sind die Gurage und Hadiyya, die 70 Prozent der Bevölkerung der Region ausmachen.

## Verwaltungsgliederung
Die Region Zentraläthiopien ist in die folgenden 10 Zonen gegliedert.
| No. | Zone/Special Woreda    | Seat          |
| --- | ---------------------- | ------------- |
| 1   | Ost-Gurage Zone        | Butajira      |
| 2   | Gurage Zone            | Welkite       |
| 3   | Hadiya Zone            | Hosaena       |
| 4   | Halaba Zone            | Halaba Kulito |
| 5   | Kembata Zone           | Durame        |
| 6   | Siltʼe Zone            | Worabe        |
| 7   | Yem Zone               | Saja          |
| 8   | Kebena Special Woreda  | Wosherbe      |
| 9   | Mareko Special Woreda  | Koshe         |
| 10  | Tembaro Special Woreda | Mudula        |